# فريتاون كريستيانيا

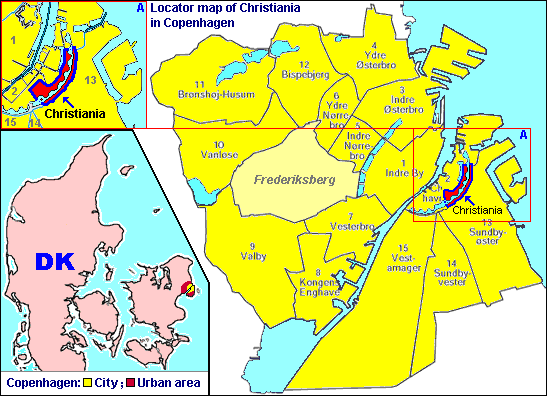
كريستيانيا البلدة الحرة

فريتاون كريستيانيا (تترجم إلى كريستيانيا البلدة الحرة) والمعروفة أيضًا باسم كريستيانيا أو ببساطة ستادن، هي مجتمع وبلدية في حي كريستيانشافن في العاصمة الدنماركية كوبنهاغن. بدأت في عام 1971 كقاعدة عسكرية. يشتهر شارع Pusher بتجارة القنب المفتوحة، وهو أمر غير قانوني في الدنمارك.
أعتبرت سلطات المدنية في كوبنهاغن كريستيانيا كميونة كبيرة، ولكن المساحة لها حالة فريدة تنظم عن طريق قوانين خاصة، القانون الكريستياني لعام 1989 الذي ينقل أجزاء من الإشراف على المساحة من بلدية كوبنهاغن للدولة. أغلقها سكانها أبريل عام 2011، بينما توالت النقاشات مع الحكومة الدنماركية لمستقبلها، والآن فتحوها مجدداً.
كانت كرستيانيا مصدر جدل منذ إنشائها في ثكنات عسكرية عام 1971.  تسامحت السلطات في تجارتها للمخدرات حتى عام 2004، ومنذ ذلك الوقت تعديل حالة البلدة الشرعية أصبحت مصدر خلافات وصراعات، وما زالت المفاوضات قائمة.